# ميخائيل بيري (أستاذ جامعي)
ميخائيل بيري (بالإنجليزية: Michael Victor Berry)‏ هو كاتب سيناريو وفيزيائي ورياضياتي بريطاني، ولد في 14 مارس 1941 في سري في المملكة المتحدة.